# Hormorini
Hormorini es una tribu de insectos coleópteros curculiónidos pertenecientes a la subfamilia Entiminae.  

## Géneros
- Agasphaerops – Andringitrabius – Anillobius – Brachymycterus – Esmelina – Eusomostrophus – Evadodes – Evadomorpha – Evas – Genavius – Guineobius – Holcorhinosoma – Hormorus – Isopterus – Lathrotiorrhynchus – Leptorhinus – Lupinocolus – Myogalus – Ochrometa – Styliscus – Styreus